# Traductions de la Bible

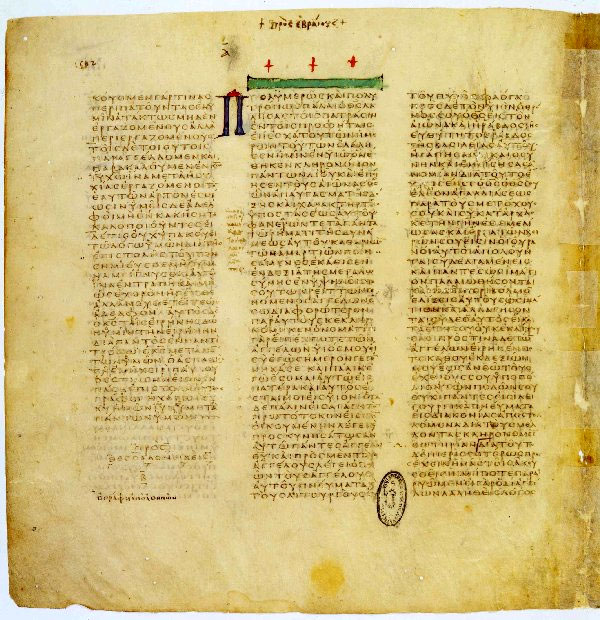
La Septante dans le Codex Vaticanus.

La Bible hébraïque (Tanakh) a été composée en hébreu de différentes époques à l'exception de certains passages des livres de Daniel, Esdras, et Jérémie qui sont en araméen. Au IIIe siècle av. J.-C., les versions d'alors des livres qui seront rassemblés pour former la Bible sont traduits en grec à Alexandrie ; leur ensemble est appelé la Septante. C'est à partir de ces livres traduits en grec que sera formé l'Ancien Testament (AT) chrétien. 
À partir du Ier siècle, des traductions en araméen des livres hébreux apparaissent, l'hébreu biblique étant devenu une langue morte et l'araméen étant devenu la langue courante en Palestine.
Les différentes parties du Nouveau Testament (NT) ont été écrites en grec koinè, autre langue courante, plus internationale, d'alors.
Des traductions en latin de la Bible chrétienne sont élaborées dans un processus qui s'étale du IIe au IVe siècle. Elle seront à l'origine de la Vulgate.
En 2024, selon l'Alliance biblique universelle, la Bible intégrale a été traduite au total en 742 langues parlées par plus de 5,7 milliards de personnes. Le Nouveau Testament seul a été traduit dans 1 678 langues.

## Traductions en langues anciennes

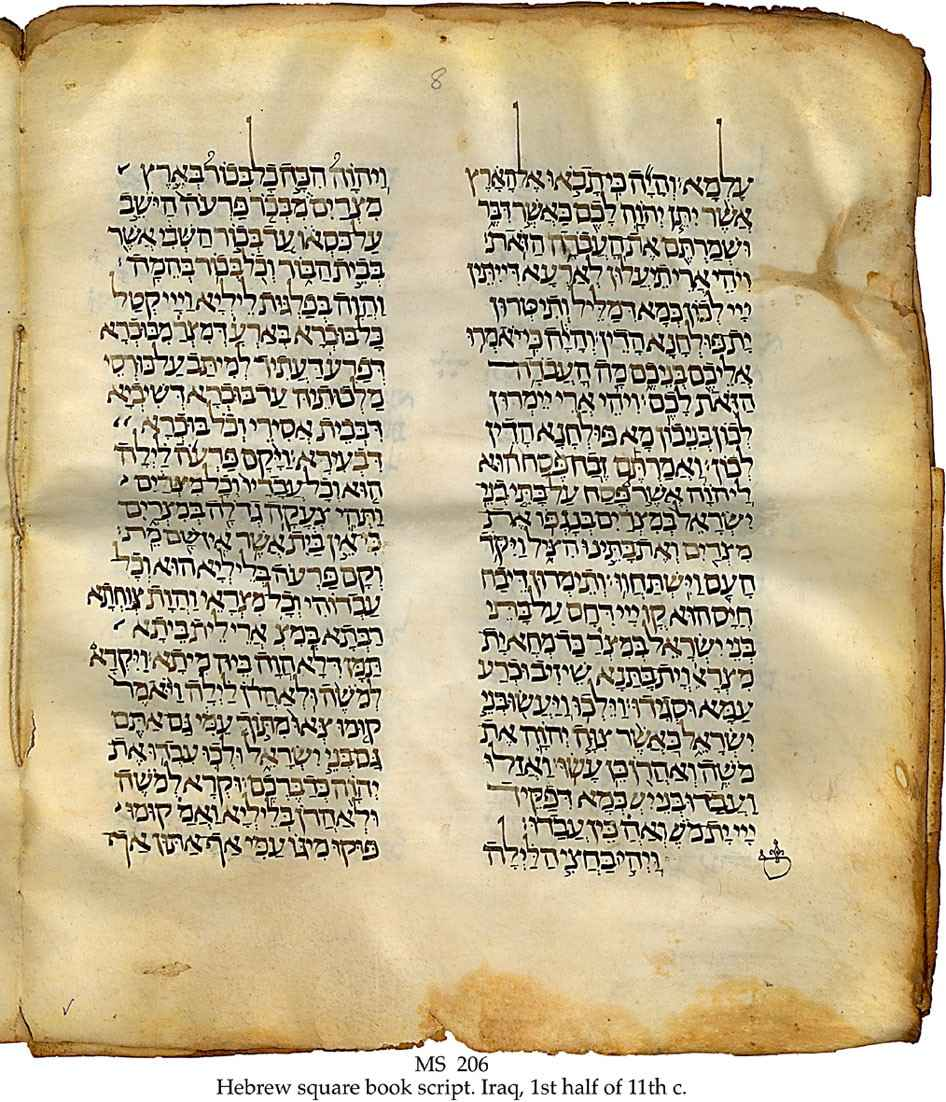
Targum : traduction de la Bible (ici Exode 12:25-31) en araméen à écriture carrée, où la source hébraïque apparaît à côté de sa traduction, par un scribe probablement originaire de Tunisie, Irak

- Targum : traduction de la Bible (ici Exode 12:25-31) en araméen à écriture carrée, où la source hébraïque apparaît à côté de sa traduction, par un scribe probablement originaire de Tunisie, Irak (XIe)Grec : la traduction en grec la plus connue, dite des Septante, a été entreprise à Alexandrie, sous les Ptolémées au IIIe siècle av. J.-C. Le canon du judaïsme (Massora) commença à être fixé autour du Ier siècle et d'importants écarts existaient entre les versions hébreu et le texte grec ancien des Septante. Motivées par la volonté de réduire les écarts entre les versions des deux langues, diverses entreprises de révision du texte des Septante (souvent qualifiées de « recension ») ont lieu à cette époque, dont celles d'Aquila de Sinope, dont il ne reste que quelques dizaines de versets, de Symmaque l'Ébionite, dont il reste des citations par Origène et de Théodotion dont il ne reste guère plus[2]. Par ailleurs, le texte du Nouveau Testament est également en grec ancien.

- Araméen : le texte hébreu du Pentateuque et des autres parties de la Bible hébraïque est traduit en araméen vers le IIe siècle, probablement en réaction aux premiers écrits chrétiens[3]. On appelle Targoum ces traductions, souvent proches de commentaires.

- Syriaque : la traduction en syriaque (dialecte de l'araméen) commence aussi au Ier siècle. La traduction de la Torah en syriaque est attribuée au roi Abgar V d'Édesse (voir Peshitta). Méliton de Sardes, qui vivait au IIe siècle, parle d'une version syriaque de la Bible hébraïque. Au temps d'Ephrem le Syrien (IVe siècle), toute la Bible avait été rendue en syriaque. Au Ve siècle, la même époque, Rabbula évêque d'Édesse, traduit le Nouveau Testament en syriaque pour remplacer le Diatessaron (voir Peshitta).

- Édition polyglotte : au IIIe siècle, Origène écrit les Hexaples, une Bible polyglotte en six colonnes, présentant le texte hébreu, sa translittération en grec, le texte des Septante et les trois révisions grecques d'Aquila, de Symmaque et de Théodotion. Par la suite, l'exemple d'Origène est repris et plusieurs Bible polyglottes sont publiées, ajoutant le texte samaritain, les versions syriaques, arabes, persanes...

- Latin : dès le IIe siècle, des livres de la Bible sont traduits en latin. Ces traductions relativement disparates sont réalisées - pour la Bible hébraïque - à partir des traductions grecques. Elles sont désignées sous le nom collectif de Vetus Latina. Pour pallier le manque d’homogénéité de ces traductions, saint Jérôme entreprend de réaliser une traduction intégrale de la Bible (AT et NT) entre 382 et 420. En outre, il choisit de travailler, pour la Bible hébraïque, sur un texte hébreu et non sur la Septante. Cette version nouvelle finit par s'imposer et reçoit, par la suite, le nom de Vulgate. Elle sert de base aux premières traductions en langues nationales dans les pays catholiques.

- Gotique : la Bible de Wulfila est la traduction du grec en langue gotique de la Bible hébraïque et du Nouveau Testament, faite par Wulfila vers 350.

- Arménien : au Ve siècle, saint Mesrob traduit la Bible en arménien. C'est d'ailleurs le premier texte à être rédigé en cette langue.

- Géorgien : la traduction en géorgien débute au Ve siècle, basée à l'origine sur la traduction arménienne. Elle est à de nombreuses reprises révisée à partir du texte grec (NT et LXX).

- Copte : le copte se déclinant en plusieurs dialectes (sahidique, achmimîque...), ce ne sont pas moins de six versions qui sont réalisées à partir du Ve siècle. Pour la Bible hébraïque, elles sont basées sur la Septante.

- Éthiopien : la traduction en guèze débute au VIe siècle, puis est révisée soit à partir de l'hébreu, soit à partir de l'arabe. Ce n'est qu'à une date récente que la Bible est traduite en amharique. La version guèze est restée la version officielle de l’Église d'Éthiopie.

- Arabe : Jean II d'Antioche a entrepris une traduction de l’Évangile en arabe au VIIe siècle.

- Slavon : c'est au IXe siècle que les moines missionnaires Cyrille et Méthode inventent un alphabet spécifique afin de pouvoir traduire en langue slave la Bible[4]. Ils se basent, pour la Bible hébraïque, sur la LXX.

## Premières traductions en langues modernes
Parmi les premières traductions complètes, on recense celles en :

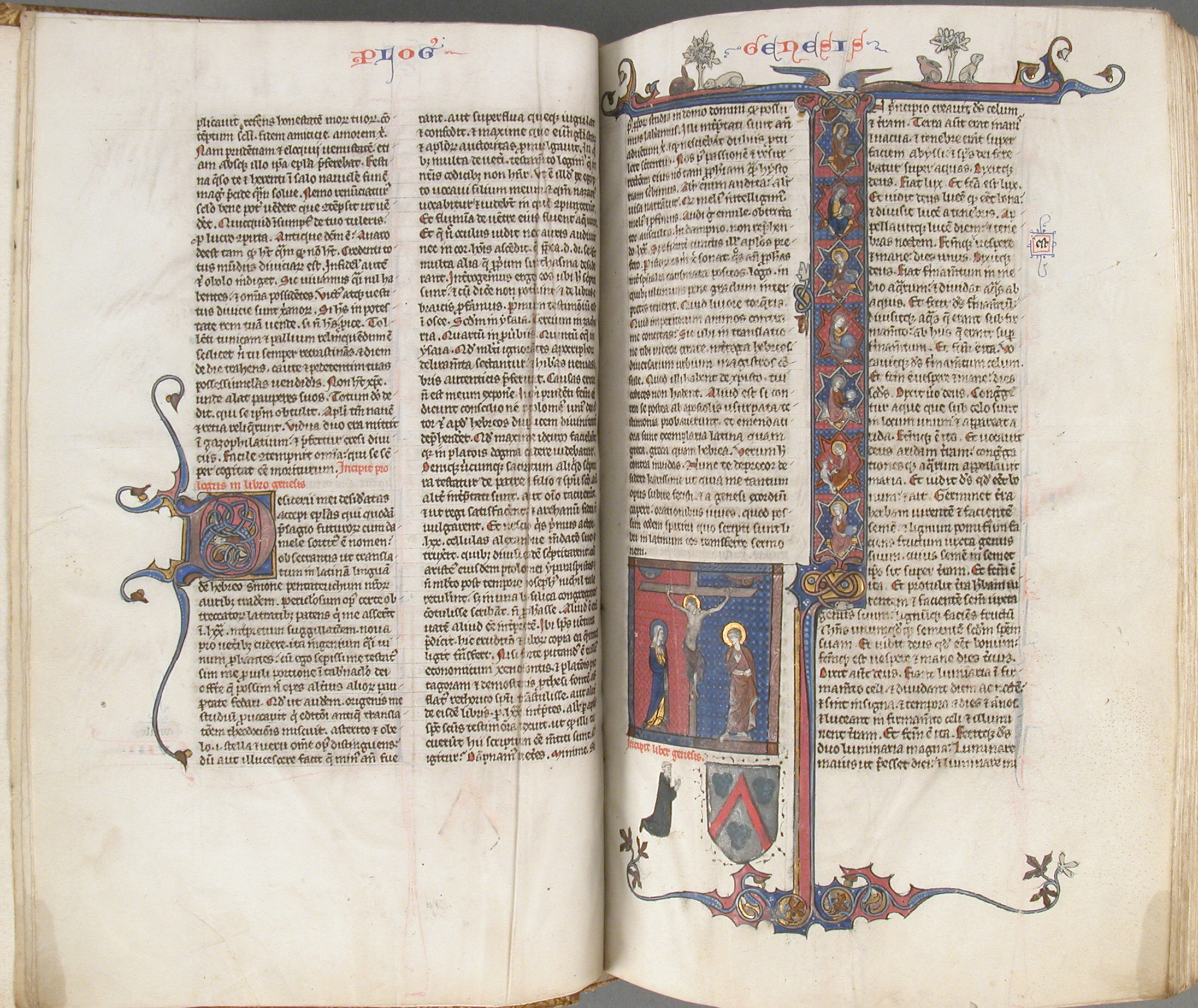
Bible française (vers 1250)

- Bible française (vers 1250)Arabe : la plus ancienne version arabe de la Bible est celle de Hunayn ibn Ishaq au IXe siècle, mais elle n'a pas été préservée. Elle a été réalisée, en ce qui concerne la Bible hébraïque, à partir de la Septante. Le rabbin Saadia Gaon effectue une traduction de la Bible hébraïque à partir de l'hébreu au Xe siècle. En 889 à Cordoue, le chrétien mozarabe Hafs ibn Albar (en) traduit les psaumes du latin en arabe[6].
- Anglais : (1382 : Early Version, 1388: Later Version), traduites peut-être[7] sous l'autorité de John Wyclif[8]. Ces deux versions différentes de la Bible en anglais ont en tous cas été menées à terme par ses disciples[9] ;
- Italien : (1471, impression à Venise), traduction par Nicolò Malermi (ou Malerbì), O. Camald. en italien ;
- Catalan de Valence : (1478, impr. à Valence), trad. vers 1400 en valencien par Boniface Ferrer (d. 1417), prieur général de l'Ordre des chartreux[10] ;
- Ancien français : (1297) la Bible historiale de Guyart Desmoulins ou Guyart des Moulins. Traduction et compilation en ancien français de l’Historia Scholastica de Pierre le Mangeur, la plus grande partie de la Bible (d'une traduction libérale), et un assemblage de gloses et d'autres matériaux de plusieurs sources. Le contenu des manuscrits est variable, et des versions successives semblent y ajouter des livres de la Bible qui manquaient à la traduction de Guyart.
- Moyen français : (1530, impr. à Anvers), trad. par l'humaniste Jacques Lefèvre d'Étaples en moyen français. Il existe également une traduction qui semble dater du siècle précédent[11]. Voir aussi l'article détaillé Traductions de la Bible en français.
- Grec moderne : En 1638, paraît la première traduction en grec moderne du Nouveau Testament, réalisée par Maxime de Gallipoli sous le patronage du patriarche Cyrille Loukaris de Constantinople.
- Polonais : (1599, imprimée à Cracovie), traduction en polonais par Jakub Wujek, jésuite polonais. La Bible de Wujek a une influence considérable, y compris dans la formation de la langue et littérature polonaises et ne sera vraiment remplacée que par la 'Bible du Millenium' de 1965[12].

Les églises protestantes se sont généralement appuyées sur le retour aux sources manuscrites en grec ancien, concrétisé par le Textus Receptus, pour publier des bibles en langues vernaculaires :

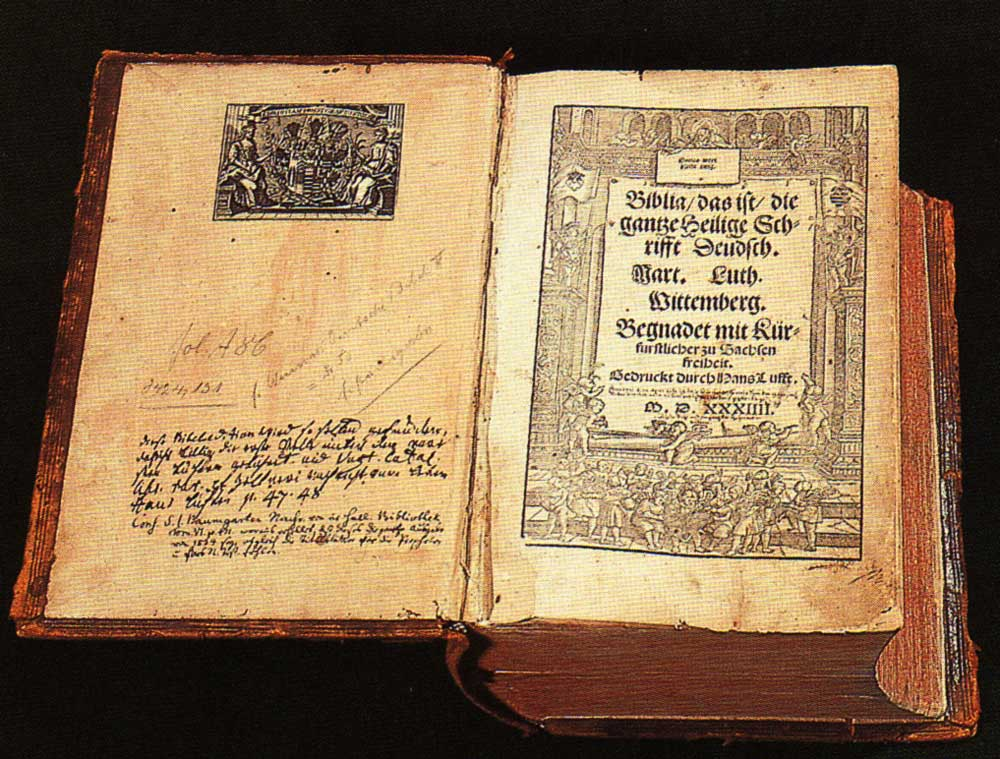
La Bible de Luther, 1534.

- La Bible de Luther, 1534.Haut allemand : (1466-1477 : 5 éditions impr.); la traduction de la Bible par Martin Luther en haut allemand (impr. 1522 pour le Nouveau Testament seul, 1534 pour les deux Testaments) est célèbre, ainsi que, dans une moindre mesure, celle de Johann Friedrich von Meyer en 1819 ;
- Bas allemand (1533-34) : la Bible de Lübeck de Johannes Bugenhagen, compagnon de Luther, est la première bible complète en dialecte bas-allemand. Bugenhagen a passé les dernières semaines de son séjour à Lübeck (1532) à superviser une traduction du Nouveau Testament en dialecte allemand du nord, dont il voulait faire une authentique langue de culture depuis ses premières tentatives en 1524 à Wittemberg.
- Néerlandais : Aux Pays-Bas, paraît dès 1526 la Bible de Jacob van Liesvelt, traduction en néerlandais du Nouveau Testament en allemand de Luther, complétée par une traduction de l'Ancien Testament à partir de la Vulgate ! En 1562, paraît une Bible néerlandaise entièrement traduite de l’allemand, et enfin, en 1637, la Bible des États (Statenbijbel), première traduction entièrement traduite à partir des langues originales et première version officielle approuvée des autorités.
- Moyen anglais : la New Testament translation (1526, revue et corrigée en 1534, 1535 et 1536) de Tyndale, sa traduction du Pentateuque (1530, 1534) et du Livre de Jonas en moyen anglais ont été d’emblée censurées au motif qu’elles « altéraient » les Écritures. Cette traduction inachevée est poursuivie par Myles Coverdale et publiée sous le titre de Matthew Bible : il s’agit là de la 1e traduction imprimée en anglais. Malgré les persécutions, cette initiative poussa l’Église d'Angleterre à se doter d’une version canonique de la Bible en anglais : c'est d'abord la Great Bible de 1538 (qui n'est qu'un démarquage de l'édition de Coverdale), puis la Bible des Évêques (1568) et enfin la Version Autorisée (1611), qui s’impose comme la version de référence du monde anglophone pour plus de trois siècles.
- Gallois : le Nouveau Testament est traduit par William Salesbury en 1567, puis la Bible en entier par William Morgan en 1588[13].

- Français : la Bible d'Olivétan en français, due au Français Pierre Robert Olivétan et publiée en 1535 à Neuchâtel. Elle donne lieu à de multiples rééditions et révision, dont la Bible de Genève (1560) qui sera la 1re Bible imprimée à être entièrement divisée en chapitres et en versets[14].Traduction de la Bible dans la langue lituanienne (Oxford, 1659)

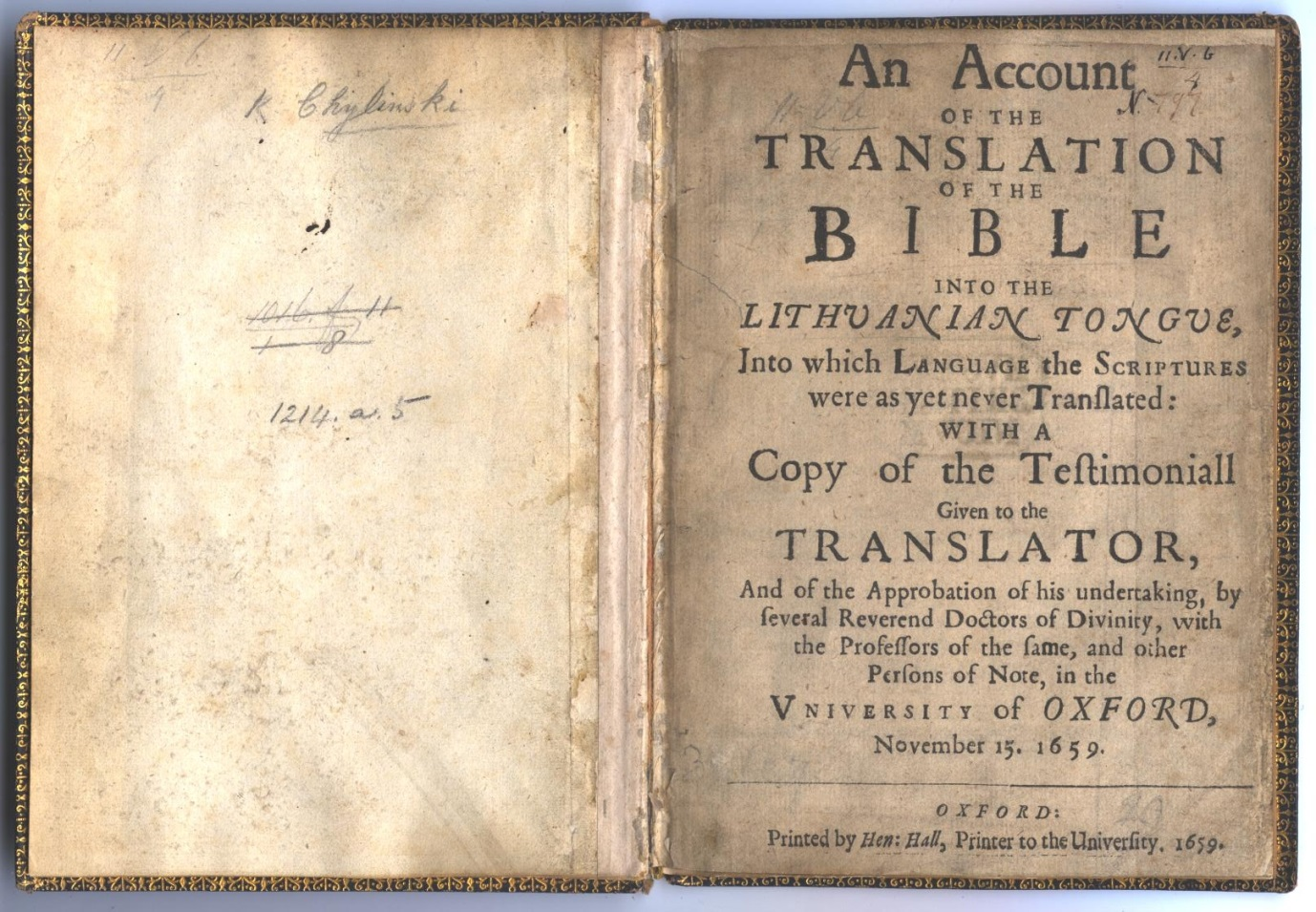
Traduction de la Bible dans la langue lituanienne (Oxford, 1659)

- Polonais : la Bible de Brest (1563) en polonais ;
- Espagnol : Biblia del Oso, 1569, en espagnol. Elle est rebaptisée plus tard Bible Reina-Valera à l'occasion de sa réédition augmentée, en 1602.
- Tchèque : Premières traductions en proto-slave dès le neuvième siècle par Cyrille et Méthode[15]. Puis traductions manuscrites comme la Bible de Dresde de 1360 (en tchèque Bible leskovecko-drážďanská (cs), dont le manuscrit est perdu en 1914 par l’incendie de la bibliothèque de Louvain) ou la Bible olomoucká (cs) en 1417. La première Bible traduite en tchèque et imprimée est la Bible de Prague en 1488. On trouve ensuite la Bible de Melantrich (1549) puis la Bible de Kralice (1579-1593).

## Traductions en langues modernes
- Anglais : au XXe siècle, la Good News Bible (Bible en anglais courant) s'impose comme la version la plus diffusée au monde avec, selon l'éditeur HarperCollins, 225 millions d'exemplaires vendus. La plus grande partie de ces éditions sont illustrées par les dessins d'Annie Vallotton[16]. Cette nouvelle traduction est basée sur les idées du linguiste de l'American Bible Society Eugene Nida : avec ce qu'il baptise l’équivalence dynamique, l’accent est mis seulement sur le contenu et la signification originelle du texte à traduire, et non sur une traduction littérale : le texte cible doit correspondre à la signification originelle du texte source, dont il faut donc maîtriser le contexte historique et culturel[17]. Cette version est adoptée par de nombreuses dénominations allant de l'église catholique au prédicateur évangélique Billy Graham[18]. A côté de cela, les traductions traditionnelles subsistent, particulièrement la Bible du roi Jacques ou l'English Standard Version (en). En 1978, paraît la New International Version, entièrement retraduite à partir des manuscrits les plus anciens par une équipe de biblistes issus des différentes branches du christianisme, et qui est la plus diffusée actuellement aux États-Unis[19].

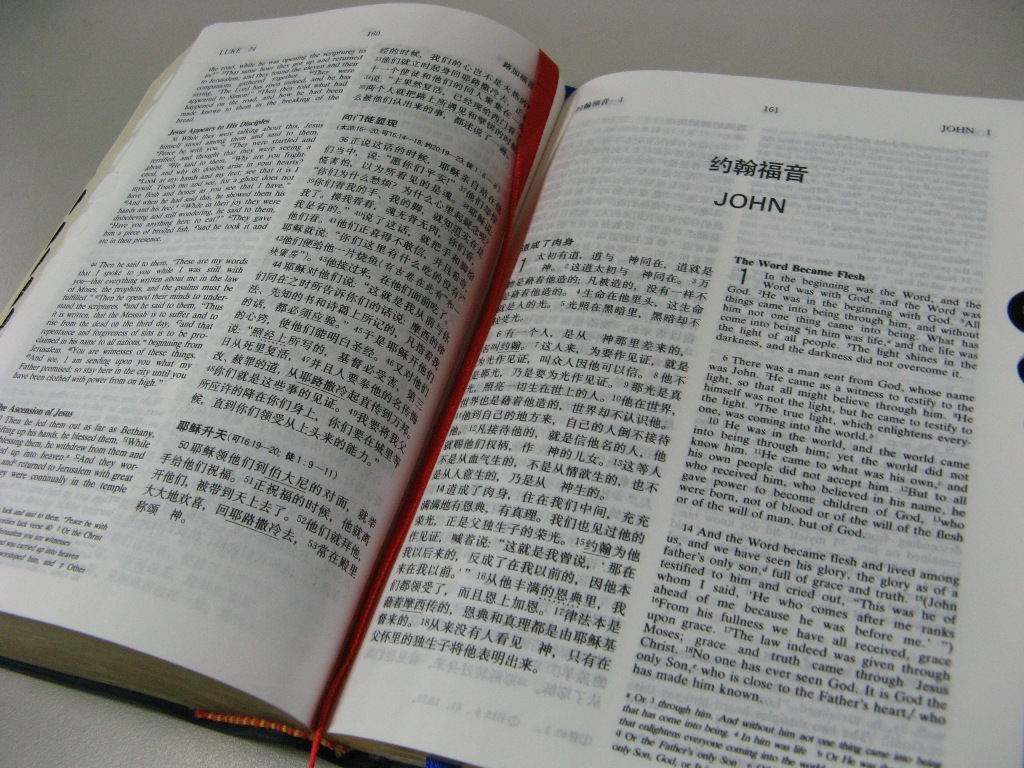
Bible bilingue anglo-chinoise dans sa version dite version de l'Union chinoise (Chinese Union Version).

- Français : de la même manière, une traduction de la Bible en français courant paraît en 1982 conformément au plan établi par l'Alliance biblique universelle (ABU) pour donner accès au texte biblique à tous ceux qui ne maîtrisent pas les subtilités archaïsantes des traductions traditionnelles[20]. On y retrouve la même philosophie de l'équivalence dynamique et les illustrations d'Annie Vallotton que dans la Good News Bible.
- Chinois : la première Bible complète à être imprimée en chinois est la traduction due au pasteur écossais Robert Morrison, en 1823. En 1919, paraît la version de l'Union chinoise, protestante, qui, sous sa forme révisée en 2010, est de loin la traduction chinoise de la Bible la plus diffusée[21]. L'Amity Printing Company de Nankin, qui dépend de la Amity Foundation, revendique avoir imprimé 200 millions de bibles depuis 1987, dont 100 millions entre 2012 et 2019[22].
- Espéranto : l'espéranto, qui est une langue construite, connaît une traduction complète d'après les textes originaux, d'abord par L. L. Zamenhof (publiée par fascicules chez Hachette), puis complétée après sa mort par la Société biblique britannique et étrangère (en espéranto Brita kaj Alilanda Biblia Societo), qui en publie le texte complet en un volume en 1926 conjointement avec la Société biblique nationale d'Écosse[23].

## Traductions en langues fictives
La Bible est par ailleurs traduite dans plusieurs langues fictives (en), langages artificiels ou issus d'univers de fiction :
- Lolspeak : le projet de traduction de la bible en lolcat, lancé en juillet 2007 sur un modèle de traduction participative sur une plateforme MediaWiki a permis d'aboutir à une traduction complète et à la publication en 2010 de la Bible traduite intégralement en lolspeak.